# Nuoto ai campionati mondiali di nuoto 2022 - 400 metri misti maschili
La gara di nuoto dei 400 metri misti maschili dei campionati mondiali di nuoto 2022 è stata disputata il 18 giugno 2022 presso la Duna Aréna di Budapest. Vi hanno preso parte 30 atleti provenienti da 25 nazioni.
La competizione è stata vinta dal nuotatore francese Léon Marchand, mentre l'argento e il bronzo sono andati rispettivamente agli statunitensi Carson Foster e Chase Kalisz.

## Podio
| Posizione | Atleta        | Nazionalità |
| --------- | ------------- | ----------- |
| Oro       | Léon Marchand | Francia     |
| Argento   | Carson Foster | Stati Uniti |
| Bronzo    | Chase Kalisz  | Stati Uniti |

## Programma
| Data           | Ora (UTC+2) | Turno    |
| -------------- | ----------- | -------- |
| 18 giugno 2022 | 10:54       | Batterie |
| 18 giugno 2022 | 19:25       | Finale   |

## Record
Prima della competizione il record del mondo e il record dei campionati erano i seguenti:
| Record mondiale       | 4'03"84 | Michael Phelps Stati Uniti | 10 agosto 2008 Pechino, Cina      |
| Record dei campionati | 4'05"90 | Chase Kalisz Stati Uniti   | 30 luglio 2017 Budapest, Ungheria |

Durante la competizione è stato battuto il seguente record:
| Data      | Evento | Atleta        | Nazione | Tempo   | Record                |
| --------- | ------ | ------------- | ------- | ------- | --------------------- |
| 18 giugno | Finale | Léon Marchand | Francia | 4'04"28 | Record dei campionati |

## Risultati

### Batterie
| Pos. | Batteria | Corsia | Atleta               | Nazionalità   | Tempo   | Note |
| ---- | -------- | ------ | -------------------- | ------------- | ------- | ---- |
| 1    | 3        | 3      | Léon Marchand        | Francia       | 4'09"09 | Q    |
| 2    | 3        | 5      | Carson Foster        | Stati Uniti   | 4'09"60 | Q    |
| 3    | 3        | 4      | Chase Kalisz         | Stati Uniti   | 4'10"32 | Q    |
| 4    | 4        | 4      | Daiya Seto           | Giappone      | 4'10"51 | Q    |
| 5    | 3        | 7      | Balázs Holló         | Ungheria      | 4'10"87 | Q    |
| 6    | 4        | 2      | Tomoru Honda         | Giappone      | 4'12"24 | Q    |
| 7    | 4        | 3      | Lewis Clareburt      | Nuova Zelanda | 4'12"39 | Q    |
| 8    | 4        | 5      | Brendon Smith        | Australia     | 4'12"50 | Q    |
| 9    | 4        | 6      | Alberto Razzetti     | Italia        | 4'13"72 |      |
| 10   | 4        | 7      | Brodie Williams      | Gran Bretagna | 4'13"89 |      |
| 11   | 2        | 3      | Matthew Sates        | Sudafrica     | 4'14"81 |      |
| 12   | 4        | 1      | Hubert Kós           | Ungheria      | 4'15"44 |      |
| 13   | 3        | 1      | Se-Bom Lee           | Australia     | 4'16"40 |      |
| 14   | 3        | 6      | Wang Shun            | Cina          | 4'17"85 |      |
| 14   | 4        | 9      | Collyn Gagne         | Canada        | 4'17"85 |      |
| 16   | 3        | 0      | Stephan Steverink    | Brasile       | 4'19"09 |      |
| 17   | 4        | 0      | Emilien Mattenet     | Francia       | 4'19"74 |      |
| 18   | 2        | 2      | Héctor Ruvalcaba     | Messico       | 4'19"99 |      |
| 19   | 4        | 8      | Liu Zongyu           | Cina          | 4'20"53 |      |
| 20   | 2        | 5      | Richard Nagy         | Slovacchia    | 4'20"78 |      |
| 21   | 3        | 9      | Erick Gordillo       | Guatemala     | 4'22"96 |      |
| 22   | 2        | 6      | Ron Polonsky         | Israele       | 4'24"05 |      |
| 23   | 2        | 8      | Munzer Kabbara       | Libano        | 4'24"23 |      |
| 24   | 3        | 2      | Apostolos Papastamos | Grecia        | 4'26"06 |      |
| 25   | 2        | 4      | Kim Min-seop         | Corea del Sud | 4'28"35 |      |
| 26   | 2        | 7      | Nguyễn Quang Thuấn   | Vietnam       | 4'29"73 |      |
| 27   | 1        | 4      | Matheo Mateos        | Paraguay      | 4'30"20 |      |
| 28   | 2        | 1      | Aflah Fadlan Prawira | Indonesia     | 4'31"15 |      |
| 29   | 1        | 5      | Omar Abouelela       | Qatar         | 4'43"16 |      |
| 30   | 1        | 3      | Mubal Azzam Ibrahim  | Maldive       | 5'14"91 |      |
| -    | 3        | 8      | Jérémy Desplanches   | Svizzera      | -       | dns  |

### Finale
| Pos.    | Corsia | Atleta          | Nazionalità   | Tempo   | Note |
| ------- | ------ | --------------- | ------------- | ------- | ---- |
| Oro     | 4      | Léon Marchand   | Francia       | 4'04"28 |      |
| Argento | 5      | Carson Foster   | Stati Uniti   | 4'06"56 |      |
| Bronzo  | 3      | Chase Kalisz    | Stati Uniti   | 4'07"47 |      |
| 4       | 1      | Lewis Clareburt | Nuova Zelanda | 4'10"98 |      |
| 5       | 8      | Brendon Smith   | Australia     | 4'11"36 |      |
| 6       | 6      | Daiya Seto      | Giappone      | 4'11"93 |      |
| 7       | 7      | Tomoru Honda    | Giappone      | 4'12"20 |      |
| 8       | 2      | Balázs Holló    | Ungheria      | 4'15"17 |      |